# Toni Tholen
Toni Tholen (* 19. März 1965 in Wachtendonk) ist ein deutscher Germanist und Literaturwissenschaftler.

## Leben
Nach dem Abitur am Collegium Augustinianum Gaesdonck studierte Tholen in Münster, Saarbrücken, Frankfurt am Main und Montpellier Germanistik, Philosophie, mittlere und neuere Geschichte. Er promovierte 1996 in Frankfurt über den Streit zwischen Hermeneutik und Dekonstruktion. Von 1996 bis 1999 war Tholen wissenschaftlicher Referent des Cusanuswerkes. Er habilitierte sich 2004 in Frankfurt am Main in Germanistik mit einer Arbeit über die Reflexion von Männlichkeit in der Literatur. Nach Lehraufträgen und Dozenturen in Frankfurt am Main, Hildesheim und Salamanca ist Tholen seit 2008 Professor für Literaturwissenschaft und Literaturdidaktik mit dem Schwerpunkt Literaturwissenschaft am Institut für deutsche Sprache und Literatur der Universität Hildesheim.

## Forschungsschwerpunkte
- Literatur- und kulturwissenschaftliche Methodologie
- Gender Studies (Männlichkeitsforschung)
- Literaturtheorie
- literarische Moderne
- Gegenwartsliteratur
- ethische Aspekte der Literatur

## Werke
- Polyphonia: Decamore: zehn Reden über die Liebe. Steinhäuser, Wuppertal 1994, ISBN 3-924774-21-8.
- Erfahrung und Interpretation. Der Streit zwischen Hermeneutik und Dekonstruktion. Heidelberg: C. Winter 1999. (= Probleme der Dichtung. 26.) ISBN 3-8253-0883-9.
- Verlust der Nähe. Reflexion von Männlichkeit in der Literatur. Heidelberg: C. Winter 2005. (= Beihefte der GRM. 24.) ISBN 3-8253-5073-8.
- Meike Sophia Baader, Johannes Bilstein, Toni Tholen (Hrsg.): Erziehung, Bildung und Geschlecht. Männlichkeiten im Fokus der Gender-Studies. VS Verlag, Wiesbaden 2012, ISBN 978-3-531-19112-6 (eingeschränkte Vorschau in der Google-Buchsuche).
- Männlichkeiten in der Literatur. Konzepte und Praktiken zwischen Wandel und Beharrung. Bielefeld: transcript 2015. (= lettre.) ISBN 978-3-8376-3072-5.